# Футбольний м'яч
Футбольний м'яч — м'яч, що використовується при грі у футбол. Його стандарти визначаються ФІФА.

## Історія
Сучасна історія футбольного м'яча розпочалась в середині XIX століття, коли Чарльз Гудьєр розробив перший м'яч, виготовлений з вулканізованої гуми. Сім років по тому, у 1862 році, інший винахідник Річард Ліндон створив першу надувну гумову камеру для м'яча. Пізніше Ліндон розробив до камери насос, і на виставці в Лондоні його винахід здобув золоту медаль.
У 1863 році була заснована Футбольна асоціація Англії, яка виробила перші уніфіковані футбольні правила, однак у них нічого не згадувалось про футбольний м'яч. У 1872 році офіційно був запроваджений стандартний розмір та вага м'яча. До цього розмір та вага м'яча визначались перед матчем домовленостями обох команд. Відповідно до встановлених правил, м'яч повинен бути круглої форми обсягом від 27 до 28 дюймів (68.6 см-71.1 см). Вага визначалась у межах від 13 до 15 унцій (368—425 г). У 1937 році вага футбольного м'яча була збільшена до 14—16 унцій (410—450 г), і це правило залишається чинним досі.
Серійне виробництво футбольних м'ячів розпочалось завдяки замовленням Футбольної ліги Англії. Першими їх виробництво налагодили компанії Майтр (Mitre) та Томлінсон (Thomlinson). На початку 20 століття якість футбольних м'ячів суттєво поліпшилась, камера виготовлялась з міцної гуми та могла витримувати високий тиск. М'яч складався з внутрішньої гумової камери та покришки. Покришка виготовлялась з натуральної шкіри та складалась з 18 панелей, кожна з яких зшивалась за допомогою шнурівки.
Повністю синтетичний м'яч був виготовлений тільки на початку 1960-х. Однак натуральна шкіра все ще широко використовувалась у виробництві. Лише з кінця 1980-х синтетика повністю замінила натуральну шкіру.

## Конструкція

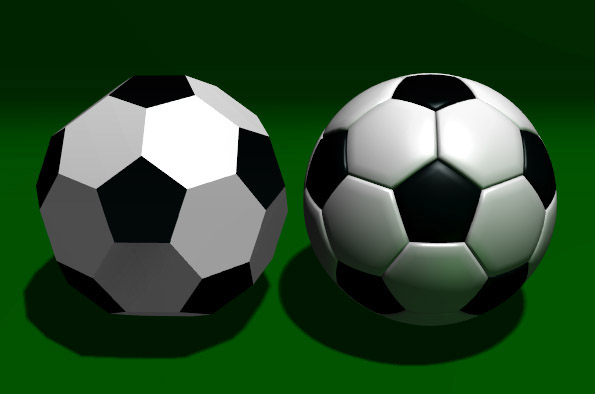
Порівняння зрізаного ікосаедра (ліворуч) із футбольним м'ячем

М'яч складається з трьох основних компонентів: покришки, підкладки та камери.

### Покришка
Виробляється, в основному, із синтетичних матеріалів, а не натуральної шкіри, як це було раніше, оскільки шкіра поглинає вологу, і м'яч набирає вагу. Сучасні синтетичні матеріали — PU (поліуретан) або полівінілхлорид — переважають шкіру за більшістю показників, тож натуральна шкіра вже практично не використовується.
Більшість сучасних м'ячів складаються з 32 водонепроникних панелей. 12 з них мають п'ятикутну форму, 20 — шестикутну. Панелі футбольного м'яча зшивають нитками ручним або машинним методом, а також склеюють. Конструкція цих 32 панелей називається «зрізаний ікосаедр», тільки м'яч має більш сферичну форму за рахунок тиску повітря, закачаного всередину. Перший такий м'яч, який виготовила у Данії 1950 року фірма Select, набув широкого поширення у Європі. Всесвітньо став використовуватись після чемпіонату світу з футболу 1970 року, на якому використовувалися такі м'ячі, виготовлені фірмою Adidas.
До цього використовувався м'яч, що складався з 18 довгастих панелей із шнуруванням, схожий на сучасні волейбольні м'ячі. Ця конструкція достатньо поширена й у наші дні.
2004 року компанія Adidas вперше представила Roteiro — офіційний м'яч Чемпіонату Європи з футболу 2004, панелі якого були скріплені термальним методом. Фінал чемпіонату світу з футболу 2006 року у Німеччині було розіграно м'ячем Teamgeist компанії Adidas, панелі якого також були скріплені термальним методом. Офіційним м'ячем чемпіонату світу з футболу в Південно-Африканській Республіці 2010 року був Adidas Jabulani. Структура м'яча складається з 8 панелей, з'єднаних між собою термальним методом.

### Підкладка
Внутрішній прошарок між покришкою та камерою займає підкладка. Якість футбольного м'яча взаємозалежна від товщини підкладки. Підкладка допомагає зберегти форму м'яча та відскок, виготовляється з поліестеру або пресованої бавовни. Деякі м'ячі в ролі підкладки використовують матеріал із піни для якісного контакту з ногою футболіста та кращої амортизації. Сучасний професійний футбольний м'яч має чотири та більше шарів підкладки.

### Камера
Виробляється з натурального латексу або синтетичного бутилкаучуку, інколи з поліуретану. У порівняні з латексом, камера з бутилкаучуку зберігає повітря триваліший час. Проте камери, виготовлені з латексу, переважають камери, виготовлені з бутилкаучуку чи поліуретану, за трьома основними параметрами: еластичністю, м'якістю та відскоком.

## Параметри
- М'яч повинен мати сферичну форму;
- м'яч виготовляється зі шкіри або іншого придатного для цих цілей матеріалу (див. вище);
- має довжину кола не більше 70 см (28 дюймів) і не менше 68 см (27 дюймів). Стандартний розмір м'яча #5 (англ. Size 5);
- на момент початку матчу важить не більше 450 г (16 унцій) і не менше 410 г (14 унцій). Вага вказується для сухого м'яча;
- має внутрішній тиск, рівний 0,6 −1,1 атмосфери (600—1100 г/кв. см) на рівні моря (від 8,5 фунта/кв.дюйм до 15,6 фунта/кв.дюйм)

## Розміри
- Розмір 1

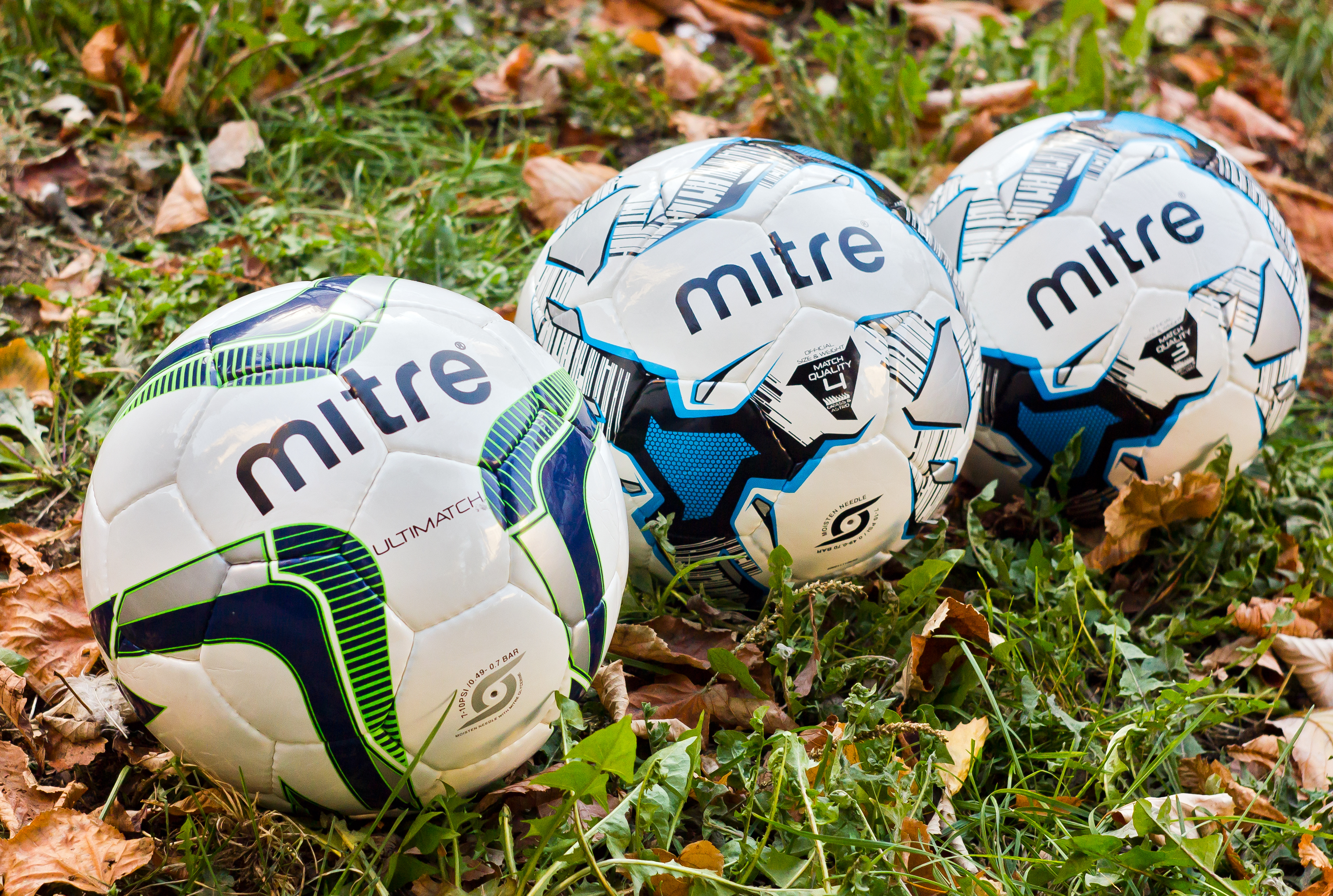
Футбольні м'ячі розміром 5 — 4 — 3

М'ячі цього розміру використовуються здебільшого з рекламною метою та часто містять на собі логотипи та надписи рекламного характеру. Зазвичай, вони зроблені з синтетичних матеріалів, складаються з 32 панелей (12 — п'ятикутники і 20 — шестикутники) та довжина кола не перевищує 43 см. За своєю структурою м'ячі першого розміру нічим не відрізняються від стандартних м'ячів, лише поступаються їм розміром.
- Розмір 2

М'ячі цього розміру використовують здебільшого з рекламною метою та для навчання дітей віком до чотирьох років. М'яч виготовляється з синтетичних матеріалів: пластика або матеріалу PVC (полівінілхлориду). Максимальна довжина кола становить 56 см, а маса не перевищує 283,5 г. Розмір м'яча найкраще підходить для тренувань та підвищення техніки володіння м'ячем. Конструкція м'яча складається з 32 або 26 панелей. Інколи на нього наносять логотипи, знаки та різні надписи рекламного характеру.
- Розмір 3

М'ячі цього розміру призначаються для тренування дітей віком до 8 років. Маса м'яча не перевищує 340 г, а довжина окружності становить менше 61 см. Зазвичай м'ячі цього розміру складаються з 32 зшитих або склеєних панелей, виготовлених з синтетичних матеріалів, наприклад PVC (полівінілхлорид). Іноді конструкція м'яча цього розміру складається з 18 або 26 панелей.
- Розмір 4

М'ячі цього розміру призначаються для тренувань дітей віком до 12 років. Відповідно до стандартів ФІФА, такий м'яч має бути виготовлений зі шкіри або інших придатних матеріалів, маса м'яча мусить становити не менше 369 г та не більше 425 г, а довжина кола не може перевищувати 63,5 см.
- Futsal

М'яч цього розміру є стандартним для міні-футболу. Часто такі м'ячі можуть бути віднесені до розміру 4, однак це не вірно. Згідно зі стандартами FIFA, розмір Futsal відрізняється від розміру 4 збільшеною масою, дещо меншою довжиною окружності та значно зниженим показником відскоку. Такі характеристики обумовлені специфікою гри в обмежених умовах залів.
- Розмір 5

М'яч п'ятого розміру використовується в усіх офіційних змаганнях, що проводяться під егідою ФІФА в усьому світі. Його також використовують юні футболісти віком від 12 років і старші. М'яч цього розміру є найпоширенішим у футболі. Таких м'ячів виготовляється більше, ніж решти м'ячів від першого по четвертий розміри разом узятих.
Джерело: ukrballs.com

## Сертифікація
Наразі усі футбольні м'ячі, які використовуються на офіційних змаганнях під егідою FIFA, мають пройти обов'язкову сертифікацію та отримати відповідний логотип. Чинною програмою є FIFA Quality (FIFA Quality programme for footballs). Відповідно до цієї програми, модель має успішно пройти сім тестів, аби отримати логотип сертифікації. Перевіряються такі показники, як вага, сферичність, довжина окружності, відскок, ступінь поглинання вологи, зміна тиску та фізичних характеристик при експлуатації.
В залежності від результатів тесту, м'яч отримує один з сертифікатів: FIFA Quality Pro, FIFA Quality, IMS. На офіційних змаганнях під егідою FIFA (Чемпіонат світу, Ліга Чемпіонів, Ліга Європи) використовуються моделі з логотипом FIFA Quality Pro.

## Колір
Старі м'ячі були монохромними, коричневими, потім білими. Згодом, для зручності трансляцій на чорно-білі телеприймачі, з'явився м'яч з чорними п'ятикутниками/білими шестикутниками. Це забарвлення стало стандартом для м'ячів і символіки. Існують і інші м'ячі, наприклад, «Total 90 Aerow» від Nike, на який нанесені кільця, щоб воротареві було простіше визначати обертання м'яча. У матчах, що проходять на засніженому полі або під час снігопаду, застосовуються м'ячі яскравого забарвлення, переважно помаранчевого та салатового.

## Заміна пошкодженого м'яча
- Якщо м'яч тріснув або отримав пошкодження під час гри — гра зупиняється. Поновлюється вона запасним м'ячем із розіграшу «спірного м'яча» в тому місці, де той прийшов у непридатний стан.
- Якщо м'яч тріскає або отримує пошкодження в мить, коли він не був у грі — під час початкового удару, удару від воріт, кутового, штрафного, вільного удару, удару з 11-метрової позначки чи вкидання, гра поновлюється запасним м'ячем як завжди.
- М'яч може бути замінено під час гри тільки за вказівкою судді.

## Сучасне виробництво футбольних м'ячів
Нині в усьому світі виробляється понад 40 млн футбольних м'ячів щорічно. Ціна на них варіюється від кількох до $150 за одиницю і більше. Непросто підрахувати справжню кількість фірм, що займаються виробництвом м'ячів, але десь приблизно 90 компаній мають патент ФІФА на їх виробництво. Сюди входять усі великі виробники, які контролюють три чверті світового ринку цього виду продукції. Невеликі компанії в основному продають свою продукцію на місцевих ринках, а також мають невелику частку на світовому ринку. Невеличкі компанії випускають невелику кількість продукції (до кількох сотень одиниць в рік). Звичайно, всесвітньо відомі бренди виробляють також спортивний одяг та взуття, так що футбольні м'ячі складають лише невеличку частку асортименту усіх товарів. Близько 80 % усіх м'ячів виробляється в пакистанському місті Сіялкот.